# جيف براون (تنس)
جيف براون (بالإنجليزية: Geoff Brown)‏ مواليد 4 أبريل 1924، هو لاعب كرة مضرب أسترالي سابق بدأ مسيرته كمحترف سنة 1945، اعتزل اللعب في 1958. أعلى تصنيف له في الفردي كان المركز الـ 10 في سنة 1946.

## النهائيات

### الفردي (الوصافة 1)
| الحصيلة | السنة | البطولة        | الأرضية | المنافس    | النتيجة                 |
| ------- | ----- | -------------- | ------- | ---------- | ----------------------- |
| الوصافة | 1946  | بطولة ويمبلدون | عشبية   | إيفون بترا | 2–6, 4–6, 9–7, 7–5, 4–6 |

### الزوجي (الوصافة 3)
| الحصيلة | السنة | البطولة                       | الأرضية | الشريك     | المنافس                        | النتيجة                 |
| ------- | ----- | ----------------------------- | ------- | ---------- | ------------------------------ | ----------------------- |
| الوصافة | 1946  | ويمبلدون                      | عشبية   | ديني بايلز | توم براون (كرة مضرب) جاك كرامر | 4–6, 4–6, 2–6           |
| الوصافة | 1949  | بطولة أستراليا المفتوحة للتنس | عشبية   | بيل سيدويل | جون بروميتش أدريان كويست       | 6–1, 5–7, 2–6, 3–6      |
| الوصافة | 1950  | ويمبلدون                      | عشبية   | بيل سيدويل | جون بروميتش أدريان كويست       | 5–7, 6–3, 3–6, 6–3, 2–6 |

### الزوجي المختلط (الوصافة 2)
| الحصيلة | السنة | البطولة  | الأرضية | الشريك              | المنافس                        | النتيجة        |
| ------- | ----- | -------- | ------- | ------------------- | ------------------------------ | -------------- |
| الوصافة | 1946  | ويمبلدون | عشبية   | دوروثي تشيني        | لويز بروف توم براون (كرة مضرب) | 4–6, 4–6       |
| الوصافة | 1950  | ويمبلدون | عشبية   | باتريشيا كانينغ تود | لويز بروف إريك ستارجس          | 9–11, 6–1, 4–6 |

## روابط خارجية
- جيف براون على موقع رابطة محترفي التنس (الإنجليزية)
- جيف براون على موقع الاتحاد الدولي لكرة المضرب (الإنجليزية)
- جيف براون على موقع كأس ديفيز (الإنجليزية)
- جيف براون على موقع خلاصة التنس.كوم (الإنجليزية)